# 東栄町総合社会教育文化施設

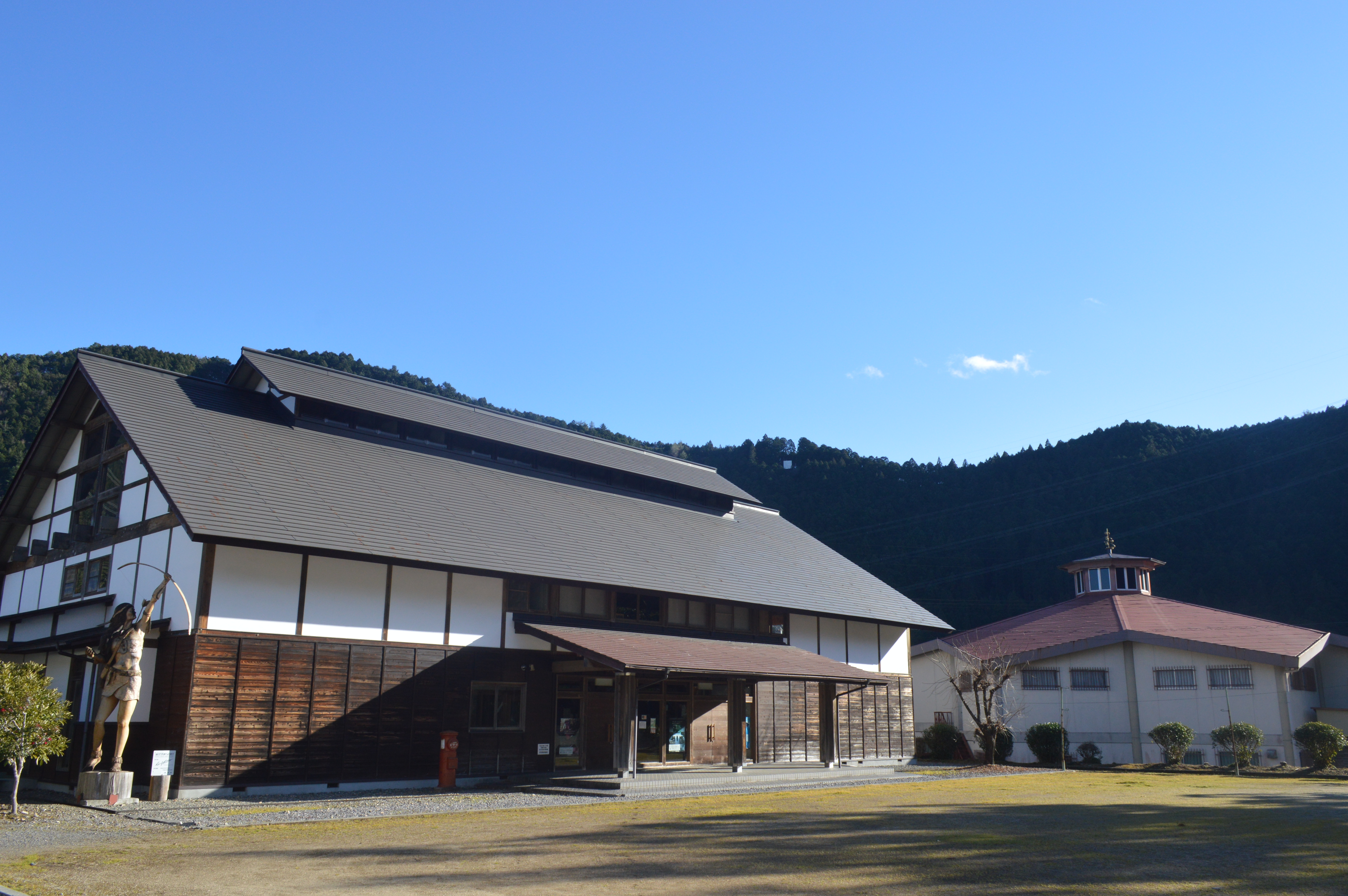
民芸館（左）と花祭会館

東栄町総合社会教育文化施設（とうえいちょうそうごうしゃかいきょういくぶんかしせつ）は、愛知県北設楽郡東栄町大字本郷にある宿泊施設・文化施設・スポーツ施設の総称。
宿泊施設である東栄グリーンハウスのほかに、東栄町立博物館・民芸館・花祭会館の3つの文化施設、7つのスポーツ施設がある。運営は指定管理者の公益社団法人東栄町シルバー人材センター。

## 主な施設

### 宿泊施設
東栄グリーンハウス
1983年（昭和58年）4月竣工、2012年（平成24年）7月にリニューアルオープン。部屋数は20室で最大200人収容可能。宿泊室のほか研修室や体育館、保健室、バーベキュー場があり、社員研修やスポーツ合宿などにも利用される。

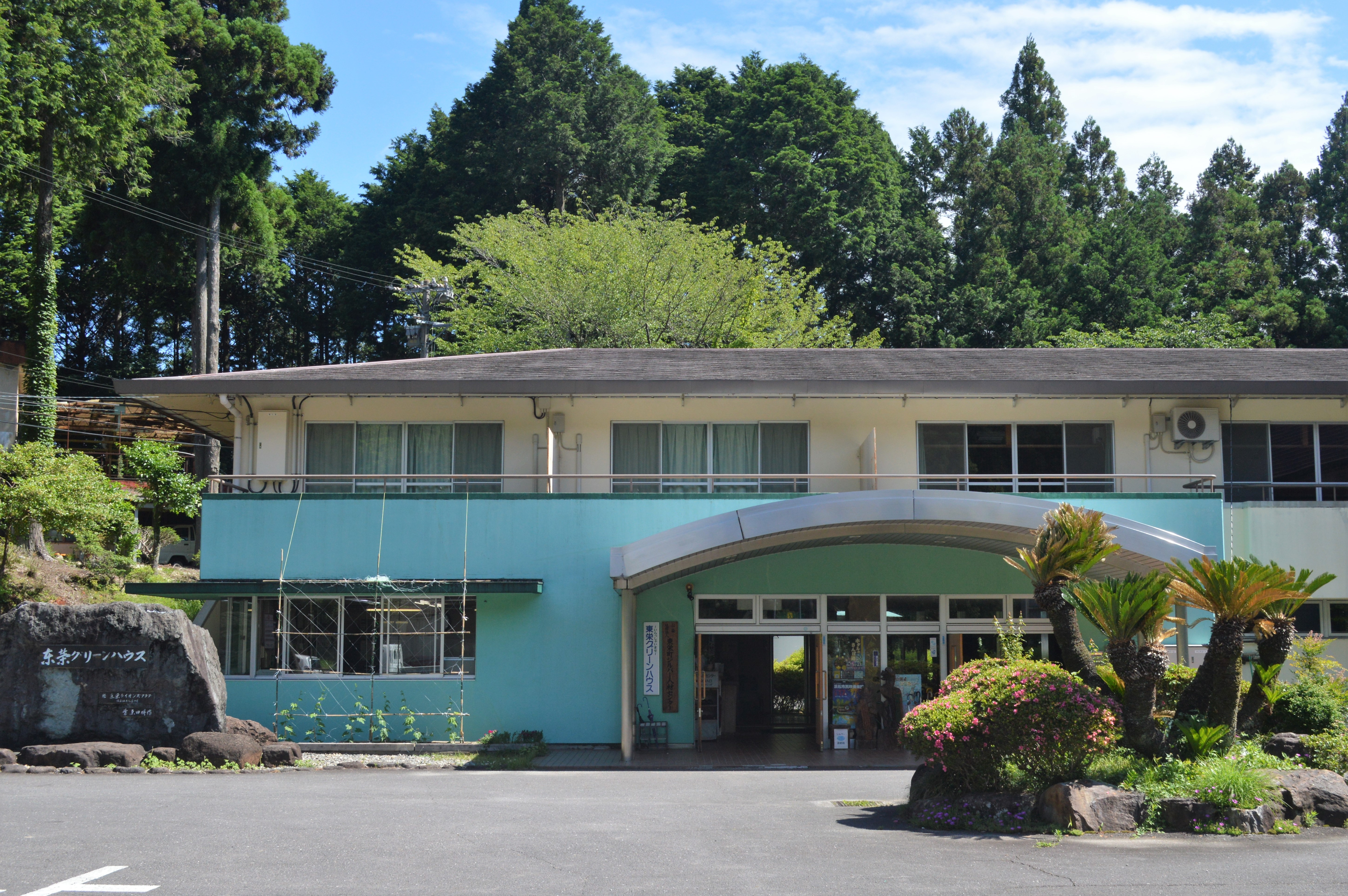
東栄グリーンハウス

### 文化施設
東栄町立博物館
1969年（昭和44年）設置。東栄町および北設楽郡で採掘された化石や鳥類の剥製、昆虫や植物の標本など約2,500点を保存展示している。
民芸館
1991年（平成3年）設置。東栄町で使用されていた民俗資料や文献など約10,000点を収蔵。県指定有形民俗文化財「産小屋」や町指定有形文化財「金指桝」も展示されている。
花祭会館
1978年（昭和53年）設置。国重要無形民俗文化財である花祭に使用される道具や古文書、映像資料などを保存展示する施設。花祭りで使用される「ざぜぢ」（飾り）作り体験もできる。

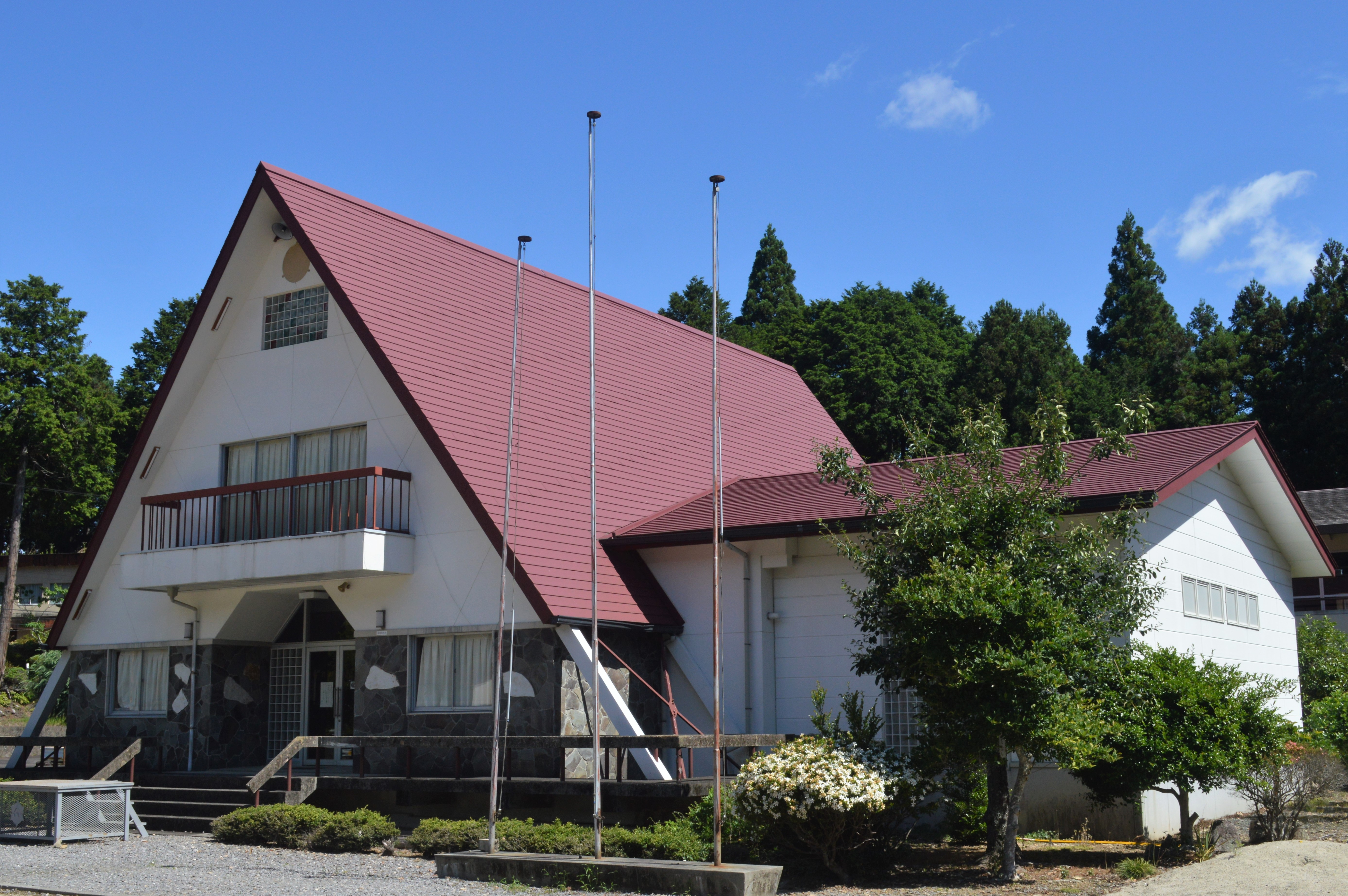
東栄町立博物館
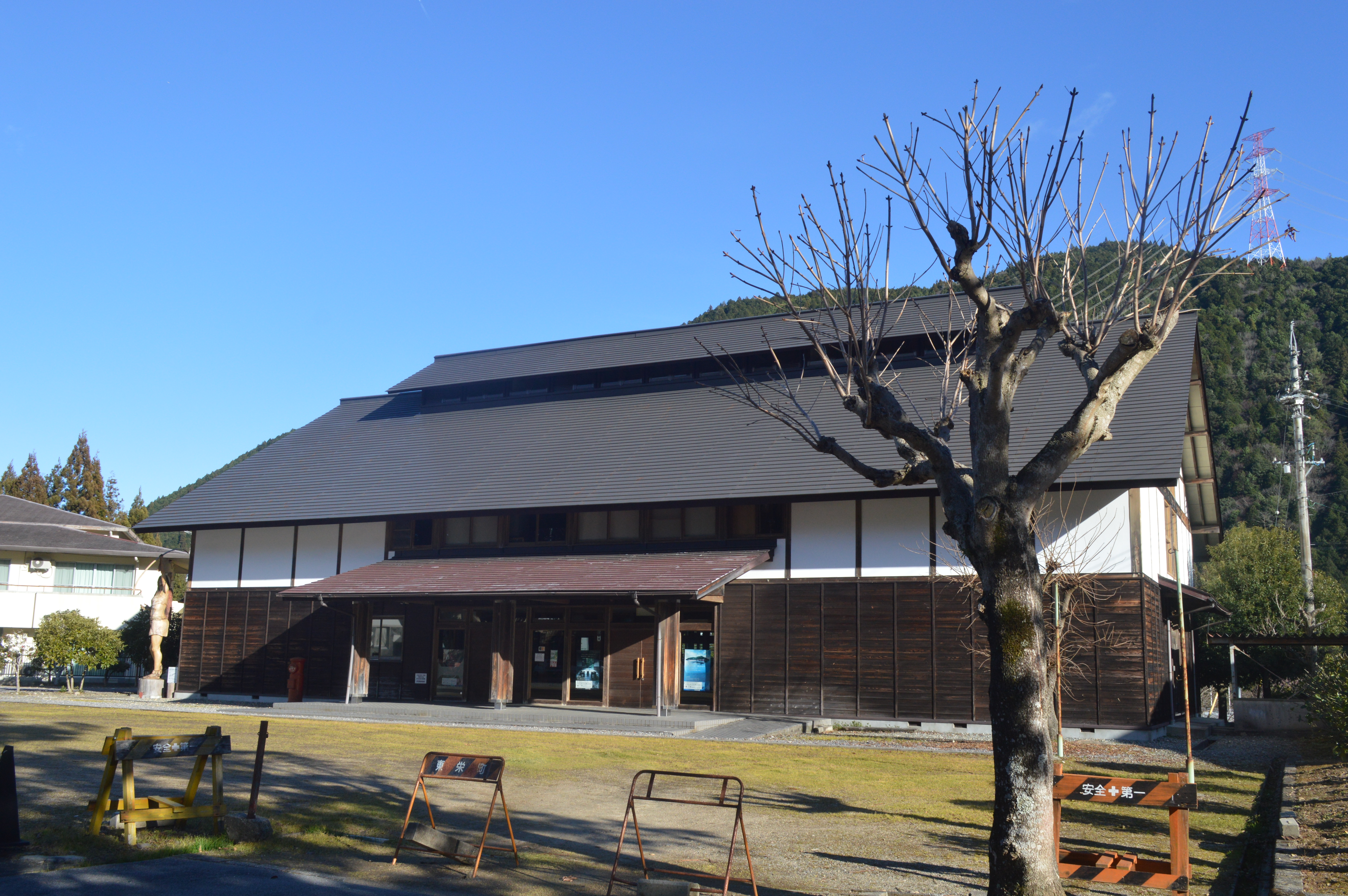
民芸館
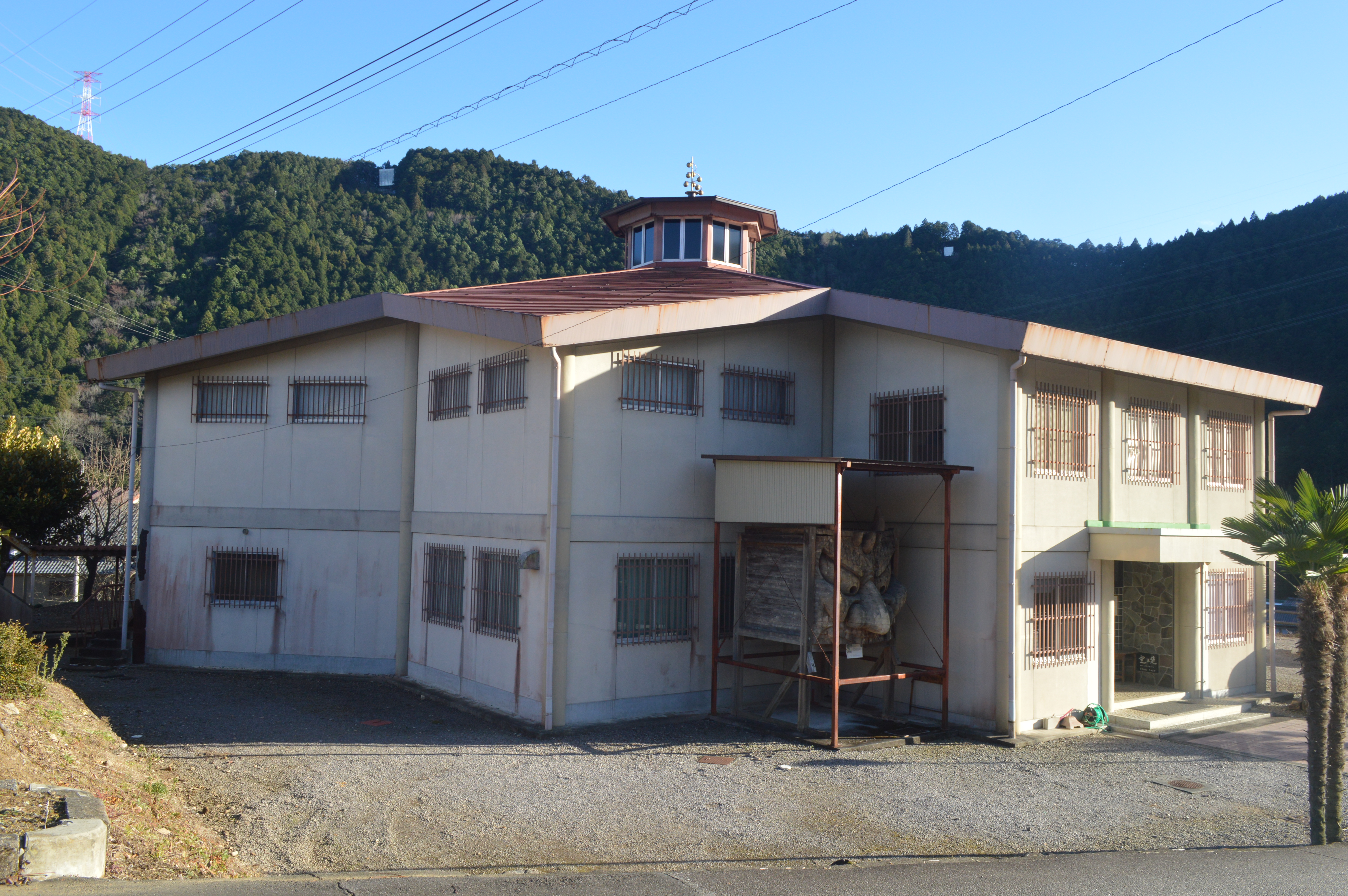
花祭会館

### スポーツ施設
総合グラウンド
1972年（昭和47年）設置。400mトラック大のグラウンド。サッカーや陸上競技など各種競技に利用できる。
野球場
1972年（昭和47年）設置。ナイター設備を完備した野球場。
東栄ドーム
1994年（平成6年）設置。雨天でも使用可能な全天候型ドーム。テニスコートが2面、ゲートボールで4面使用できる。また、2000年から毎年5月に開催されている「日本チェンソーアート競技大会in東栄」の会場でもある。
テニスコート
1970年（昭和45年）設置。ナイター設備付きのコートが4面使用できる。
弓道場
1988年（昭和63年）設置。
B&G海洋センター体育館
1983年（昭和58年）設置。バレーボール2面およびバスケットボール1面、バドミントン3面分のコートが使用できる。このほか、卓球台とミーティングルームも備える。
B&G海洋センタープール
1983年（昭和58年）設置。成人用プール、25m×6コースおよび幼児プールを備えた全天候型屋内プール。

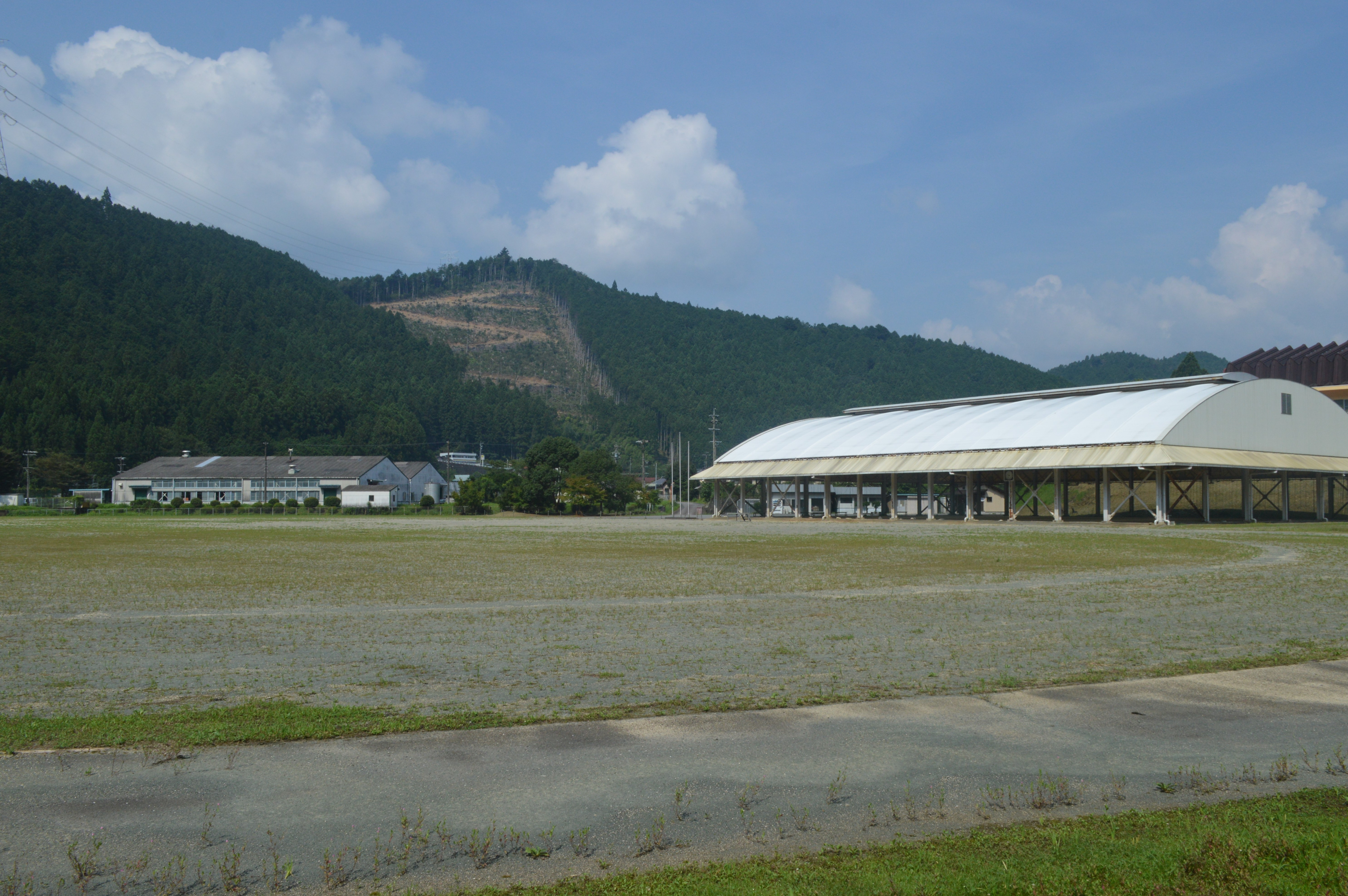
総合グラウンド
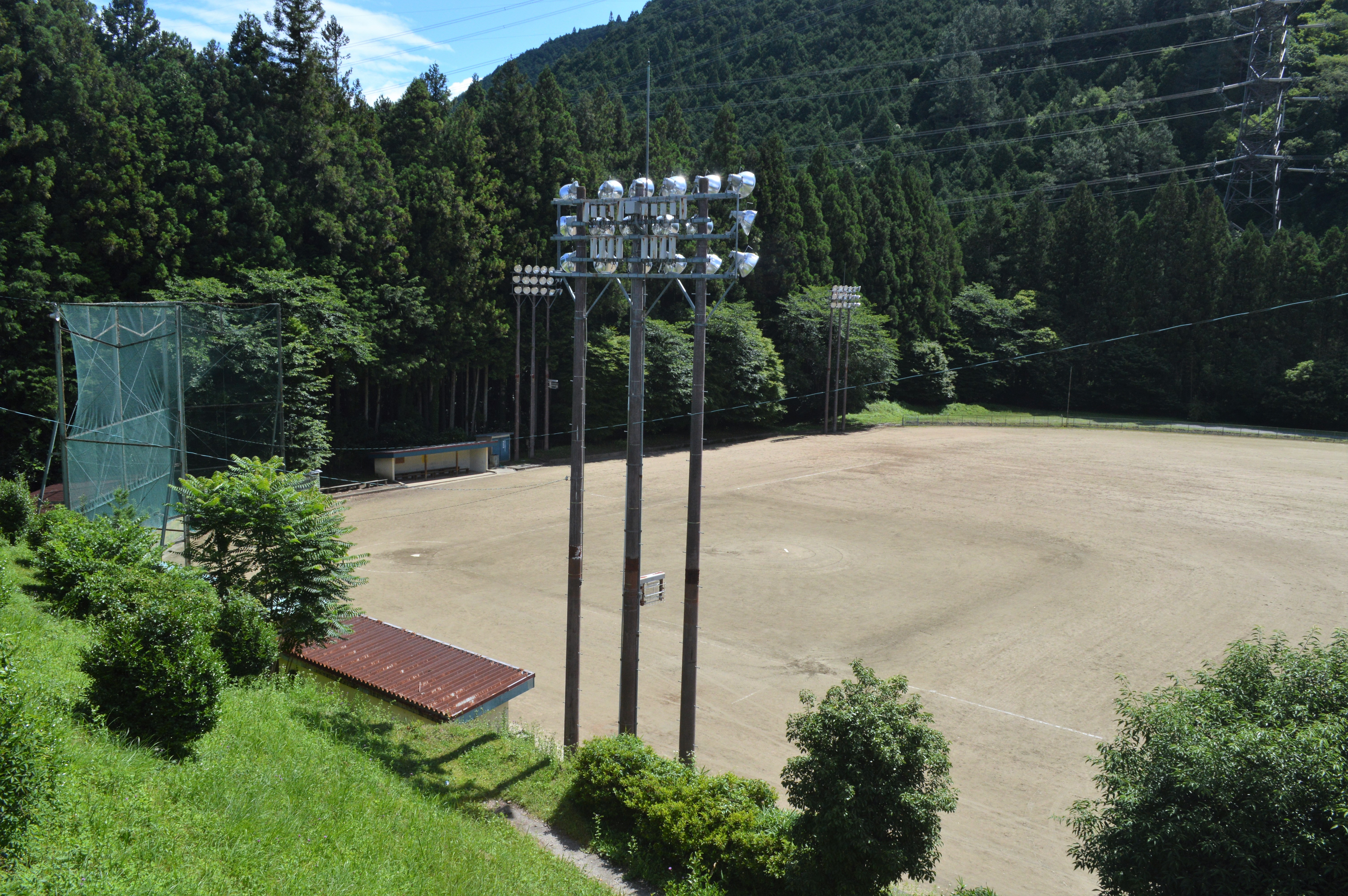
野球場
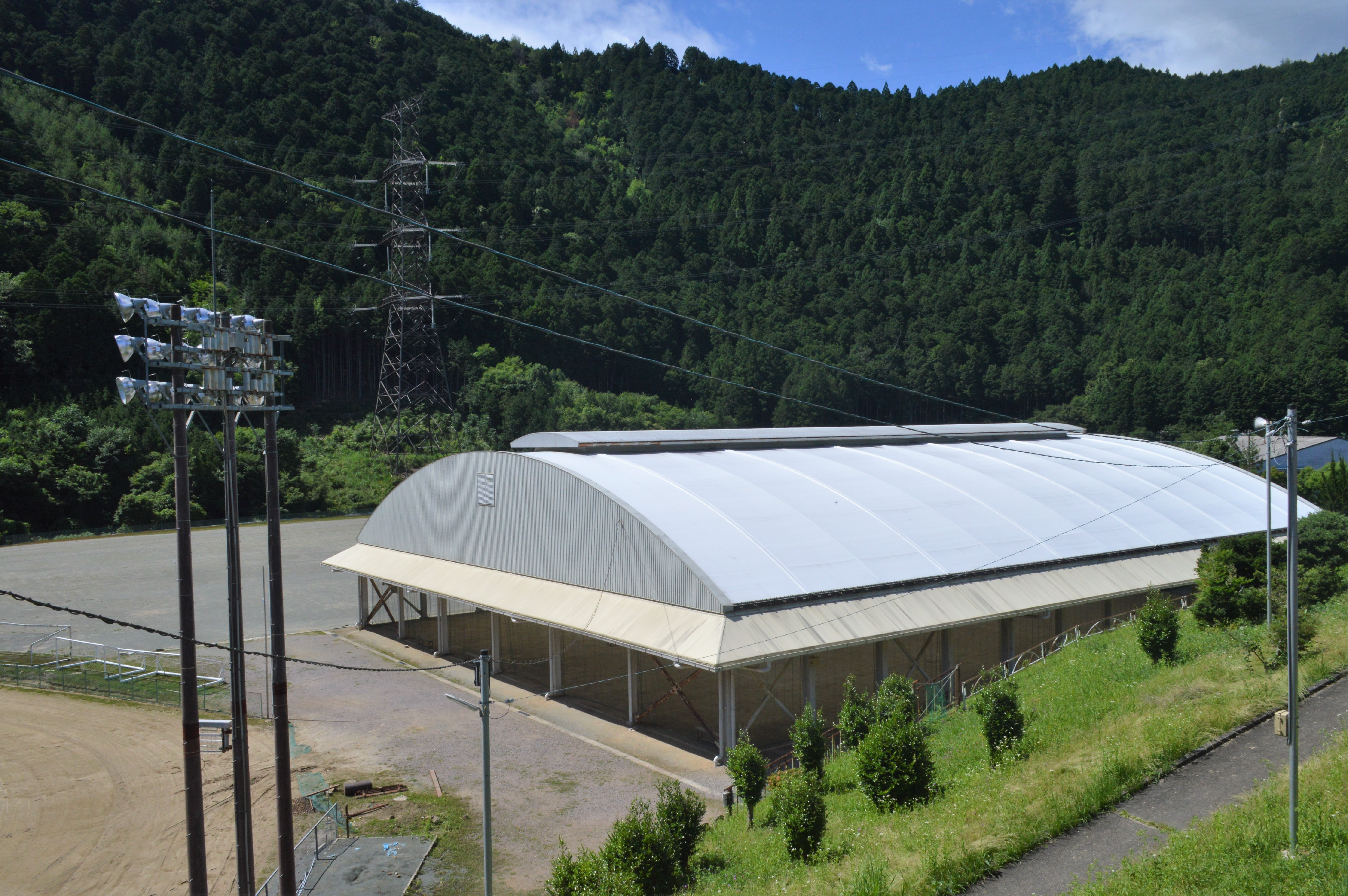
東栄ドーム
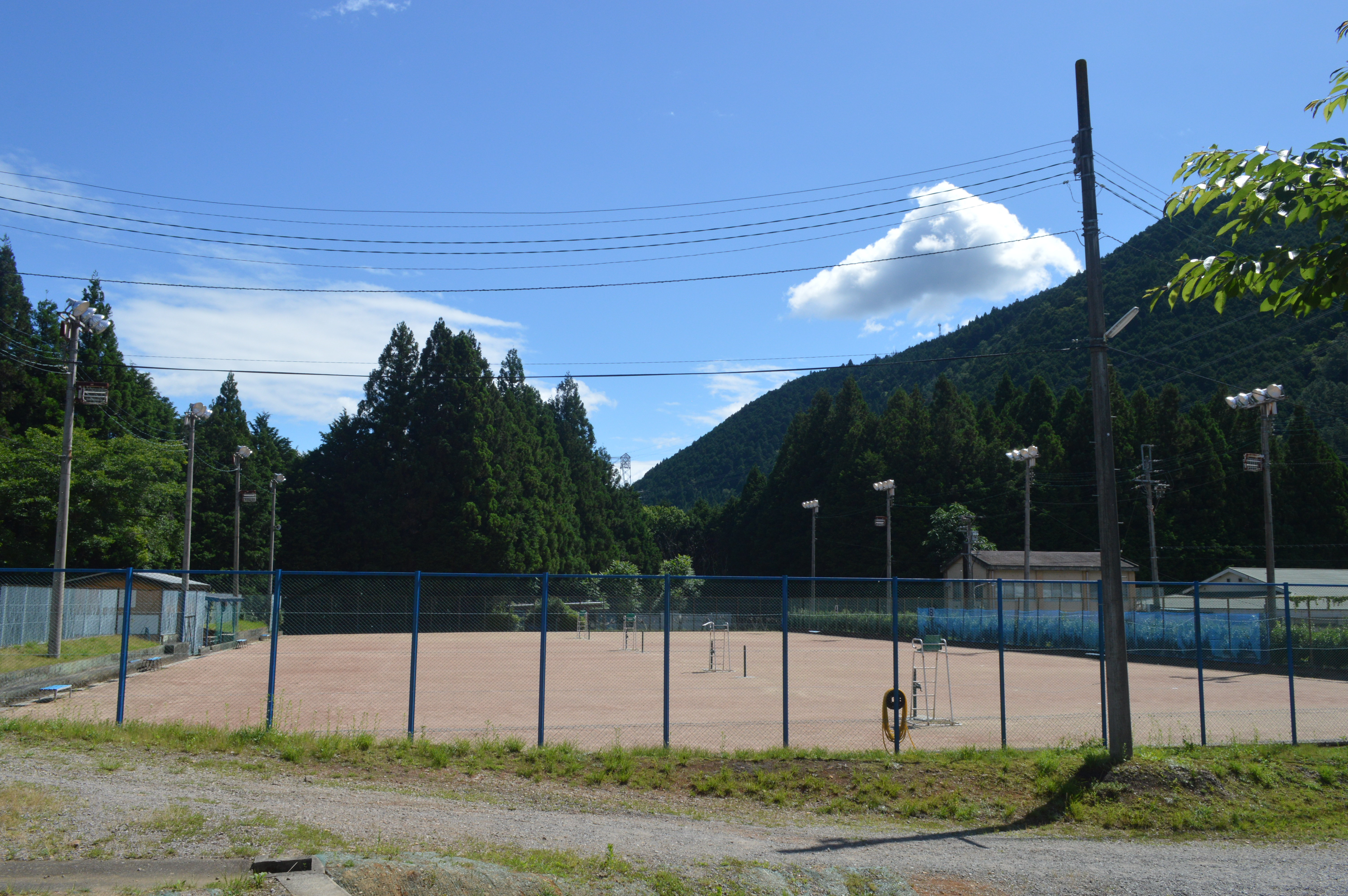
テニスコート
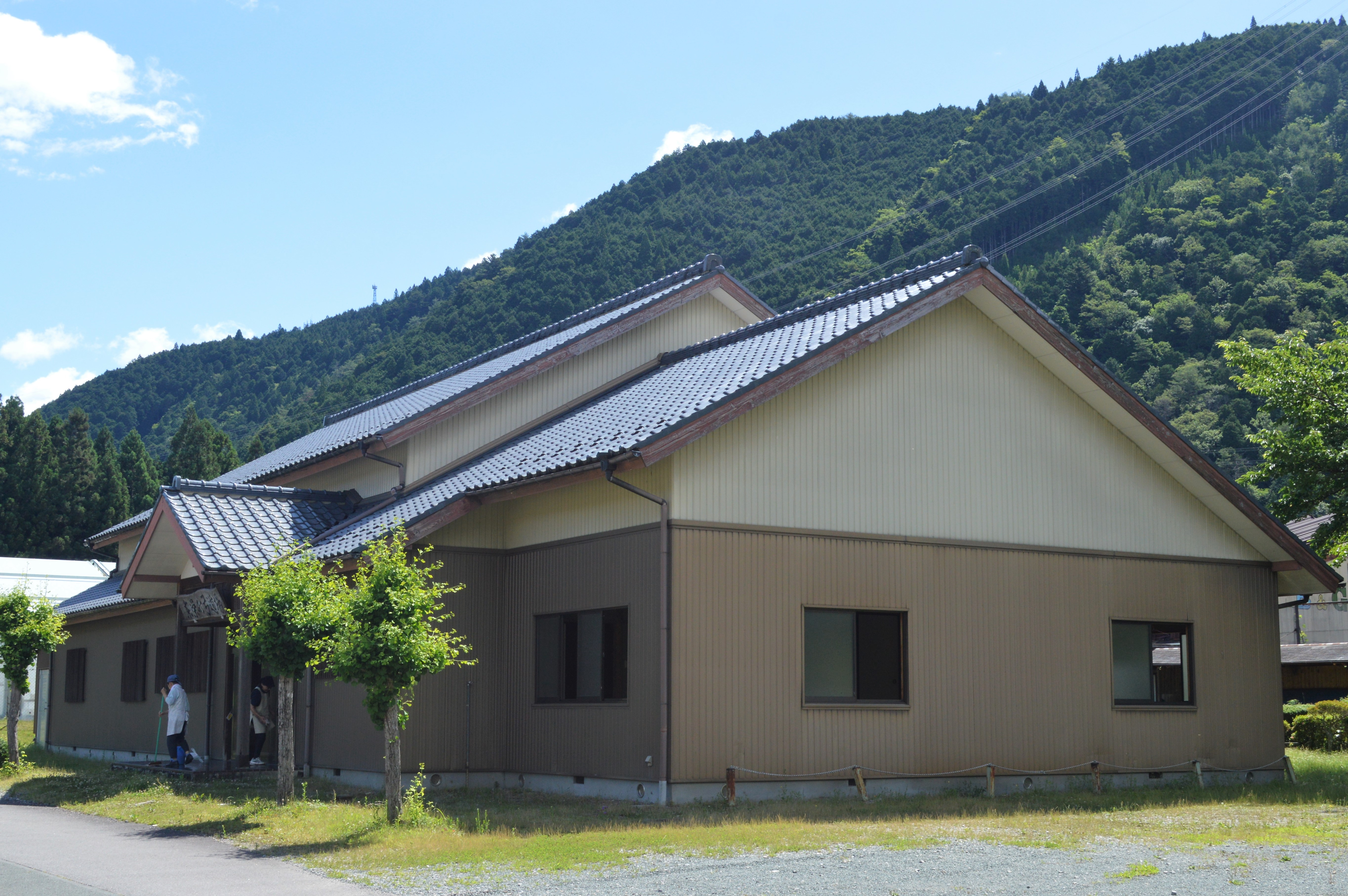
弓道場
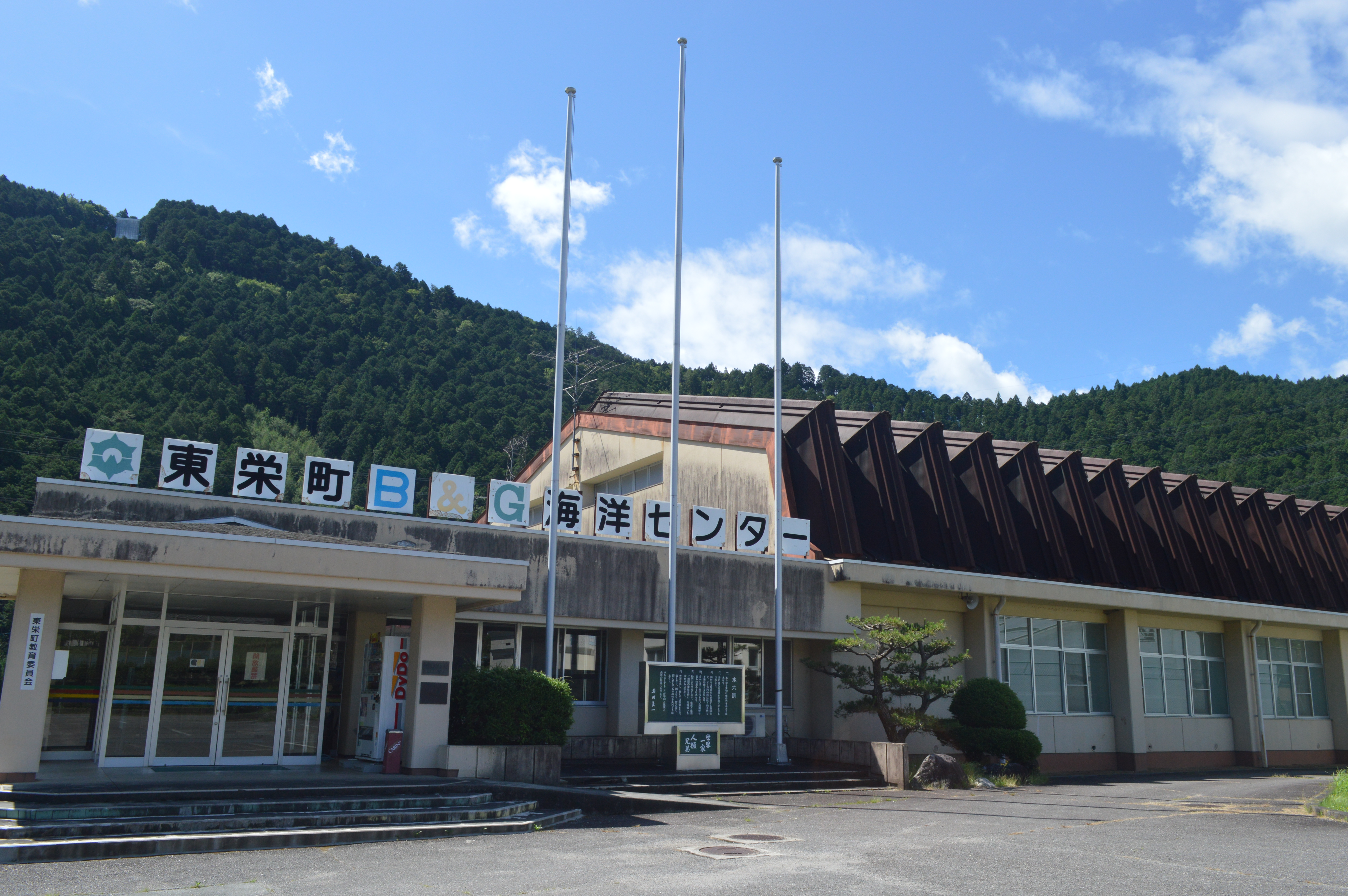
B&G海洋センター体育館

## 所在地
所在地
- 449-0214 愛知県北設楽郡東栄町大字本郷字大森1番地 - 東栄グリーンハウス、花祭会館
- 449-0214 愛知県北設楽郡東栄町大字本郷字大森3番地3 - 東栄町立博物館
- 449-0214 愛知県北設楽郡東栄町大字本郷字大森3番地 - 民芸館、テニスコート
- 449-0214 愛知県北設楽郡東栄町大字本郷字大森3番地7 - 弓道場、B&G海洋センター
- 449-0214 愛知県北設楽郡東栄町大字本郷字上大林1番地 - 総合グラウンド
- 449-0214 愛知県北設楽郡東栄町大字本郷字上大林2番地 - 東栄ドーム

交通アクセス
- JR飯田線東栄駅からおでかけ北設（町営バス）東栄線「本郷」バス停下車後徒歩約10分。